# Червена Могила
Черве́на Моги́ла (болг. Червена могила) — село в Перницькій області Болгарії. Входить до складу общини Радомир.

## Населення
За даними перепису населення 2011 року у селі проживали 59 осіб, усі — болгари.
Розподіл населення за віком у 2011 році:
Динаміка населення: